# Hong Kong FA Cup 2023/24
Der Hong Kong FA Cup 2023/24 (chinesisch 年香港足總盃 2023/24) war die 47. Austragung eines Fußballwettbewerbs in Hongkong. Teilnehmer waren die elf Mannschaften der ersten Liga, der Hong Kong Premier League. Der Gewinner des FA Cups qualifizierte sich für die Qualifikations-Play-off-Spiele zur AFC Champions League Two. Titelverteidiger war der Kitchee SC.

## Termine
| Runde         | Datum                                                            |
| ------------- | ---------------------------------------------------------------- |
| 1. Runde      | 14. Oktober 2023 21. Oktober 2023 25. November 2023              |
| Viertelfinale | 2. Dezember 2023 9. Dezember 2023 16. Dezember 2023 9. März 2024 |
| Halbfinale    | 11. Mai 2024 12. Mai 2024                                        |
| Finale        | 1. Juni 2024                                                     |

## 1. Runde
|                   | Ergebnis |                      |
| ----------------- | -------- | -------------------- |
| 14. Oktober 2023  |          |                      |
| Sham Shui Po SA   | 1:0      | Hongkong U23 FT      |
| 21. Oktober 2023  |          |                      |
| North District FC | 1:4      | Lee Man FC           |
| 25. November 2023 |          |                      |
| Tai Po FC         | 0:1      | Resources Capital FC |

## Viertelfinale
|                      | Ergebnis              |                      |
| -------------------- | --------------------- | -------------------- |
| 2. Dezember 2023     |                       |                      |
| Hong Kong Rangers FC | 3:4                   | Lee Man FC           |
| 9. Dezember 2023     |                       |                      |
| Southern District FC | 1:1 n. V. (4:5 i. E.) | Sham Shui Po SA      |
| 16. Dezember 2023    |                       |                      |
| Eastern AA           | 1:0                   | Resources Capital FC |
| 9. März 2024         |                       |                      |
| Kitchee SC           | 2:0                   | Hongkong FC          |

## Halbfinale
|              | Ergebnis |                 |
| ------------ | -------- | --------------- |
| 11. Mai 2024 |          |                 |
| Lee Man FC   | 1:2      | Sham Shui Po SA |
| 12. Mai 2024 |          |                 |
| Kitchee SC   | 1:2      | Eastern AA      |

## Finale
|              | Ergebnis  |                 |
| ------------ | --------- | --------------- |
| 1. Juni 2024 |           |                 |
| Eastern AA   | 3:2 n. V. | Sham Shui Po SA |

| Paarung        | Eastern AA – Sham Shui Po SA |
| Ergebnis       | 3:2 n. V. |
| Datum          | 1. Juni 2024 |
| Stadion        | Mong Kok Stadium, Mongkok |
| Zuschauer      | 3437 |
| Schiedsrichter | Kin Fung Yu |
| Tore           | 1:0 Tamirlan Kosubajew (99.) 2:0 Noah Baffoe (102.) 2:1 Nicholas Benavides Medeiros (103.) 2:2 Ismael Dunga (105.+5') 3:2 Noah Baffoe (115.) |

## Torschützenliste
| Platz | Spieler                     | Mannschaft           | Tore |
| ----- | --------------------------- | -------------------- | ---- |
| 1.    | Noah Baffoe                 | Eastern AA           | 4    |
| 2.    | Paulinho Simionato          | Lee Man FC           | 3    |
| 3.    | Nicholas Benavides Medeiros | Sham Shui Po SA      | 2    |
| 3.    | Ismael Dunga                | Sham Shui Po SA      | 2    |
| 3.    | Nassam Ibrahim              | Hong Kong Rangers FC | 2    |
| 3.    | Wong Wai                    | Lee Man FC           | 2    |